# Michael Gandolfini
Michael Gandolfini, né le 10 mai 1999, est un acteur américain.
Il est le fils de l'acteur James Gandolfini.

## Biographie
Michael Gandolfini nait en 1999,,,. Il est le fils de l'acteur James Gandolfini et de Marcy Wudarski. Il a des origines italiennes par son père. En grandissant, Michael apprécie la comédie mais son père le met en garde contre une carrière d'acteur lui conseillant plutôt une carrière de sportif ou de réalisateur. Il a une demi-sœur après le remariage de son père.
Son père James Gandolfini décède brutalement à Rome le 19 juin 2013. Il devait recevoir un prix au festival du film de Taormine. Le matin, Michael découvre son père inconscient dans la salle de bain de sa chambre du Boscolo Exedra Hotel. Michael appelle la réception qui prévient les secours. James Gandolfini arrive à l'hôpital à 10h40. Son décès est prononcé 20 minutes plus tard après un infarctus du myocarde,
Après le décès de son père, Michael Gandolfini décide de mener une carrière d'acteur. Après le lycée, il intègre l'université de New York. Après quelques auditions, il décroche le rôle de Joey Dwyer, présent dans quelques épisodes de la série The Deuce de HBO. En 2019, il est choisi pour incarner une version jeune de Tony Soprano — rôle ayant rendu célèbre son père dans la série Les Soprano — dans le film préquelle The Many Saints of Newark. Il déclare alors « C'est un grand honneur de continuer l'héritage de mon père en entrant dans la peau d'un jeune Tony Soprano. Je suis heureux d'avoir l'opportunité de travailler avec David Chase et tous les talents qu'il a rassemblés pour The Many Saints of Newark. » Le jeune acteur, qui n'avait jamais vu la série, la regarde entièrement pour préparer ce rôle. Il décrit cela comme un processus intense. La sortie du film prend du retard en raison de la pandémie de Covid-19.
Entre-temps, il apparait dans le film Cherry d'Anthony et Joe Russo sorti en 2021.

## Filmographie
Sauf indication contraire, les informations mentionnées dans cette section peuvent être confirmées par la base de données cinématographiques IMDb,  présente dans la section « Liens externes ».
- 2011 : Down the Shore de Harold Guskin : un enfant dans la rue
- 2018 : Ocean's 8 de Gary Ross : le jeune homme dans le bus
- 2018-2019 : The Deuce (série TV) - 10 épisodes : Joey Dwyer
- 2019 : The Boy, the Dog and the Clown de Nick Lyon : Weston
- 2019 : Acting for a Cause (série TV) - 1 épisode : Benvolio
- 2020 : Youngest de Nat Wolff : Ethan
- 2021 : Cherry d'Anthony et Joe Russo : Cousin Joe
- 2021 : Many Saints of Newark - Une histoire des Soprano (The Many Saints of Newark)  d'Alan Taylor : Tony Soprano
- 2022 : The Offer (mini-série) : Andy Calhoun
- 2023 : Cat Person de Susanna Fogel : Peter
- 2023 : Beau Is Afraid : un des fils de Beau
- 2024 : Bob Marley: One Love de Reinaldo Marcus Green
- 2025 : Warfare de Ray Mendoza et Alex Garland : McDonald
- 2025 : Daredevil: Born Again (série TV) - 9 épisodes : Daniel Blake
- 2026 : How to Rob a Bank de David Leitch